# Rhampholeon kerstenii
Rhampholeon kerstenii este o specie de cameleoni din genul Rhampholeon, familia Chamaeleonidae, descrisă de Peters 1868.

## Subspecii
Această specie cuprinde următoarele subspecii:
- R. k. kerstenii
- R. k. robecchii